# Вісенте Санчес
Вісенте Мартін Санчес Брагунде (ісп. Vicente Martín Sánchez Bragunde, нар. 7 грудня 1979, Монтевідео) — уругвайський футболіст,  нападник клубу «Х'юстон Динамо» з MLS.
Виступав, зокрема, за мексиканську «Толуку», а також національну збірну Уругваю, у складі якої був учасником двох розіграшів Кубка Америки.
Дворазовий чемпіон Мексики. Чемпіон Уругваю.

## Клубна кар'єра
Народився 7 грудня 1979 року в місті Монтевідео. Вихованець юнацьких команд футбольних клубів «Такуарембо» та «Суд Америка».
У дорослому футболі дебютував 2000 року виступами за команду клубу «Суд Америка».
Згодом з 2000 по 2001 рік грав у складі команд клубів «Такуарембо» та «Насьйональ».
Своєю грою за останню команду привернув увагу представників тренерського штабу клубу «Толука» з Мексики, до складу якого приєднався 2001 року. Відіграв за команду з Толука-де-Лердо наступні сім сезонів своєї ігрової кар'єри. У складі «Толуки» був одним з головних бомбардирів команди, маючи середню результативність на рівні 0,52 голу за гру першості.
Протягом 2008—2010 років грав у Німеччині за «Шальке 04», де регулярно отримував ігровий час, проте результативністю не відзначався. 2010 року повернувся до Мексики, ставши гравцем столичного клубу «Америка».
Протягом 2012–2013 років грав на батьківщині за «Насьйональ», після чого провів два роки у MLS, виступаючи за  «Колорадо Репідс».
Після нетривалих виступів за «Дефенсор Спортінг» у 2016–2017 роках знову став гравцем MLS, уклавши контракт з клубом «Х'юстон Динамо».

## Виступи за збірну
2001 року дебютував в офіційних матчах у складі національної збірної Уругваю. Протягом кар'єри у національній команді, яка тривала 9 років, провів у формі головної команди країни 31 матч, забивши 5 голів.
У складі збірної був учасником розіграшу Кубка Америки 2004 року у Перу, на якому команда здобула бронзові нагороди, розіграшу Кубка Америки 2007 року у Венесуелі, де уругвйці також не змогли подолати стадію півфіналів.

## Титули і досягнення
Гравець
- Чемпіон Мексики (2):

«Толука»: Апертура 2002, Апертура 2005
- Чемпіон Уругваю (1):

«Насьйональ»: 2011-2012
- Бронзовий призер Кубка Америки: 2004

Тренер
- Переможець Кубка чемпіонів КОНКАКАФ (1): 2025